# 캐서린 매클레먼츠
캐서린 매클레먼츠(영어: Catherine McClements, 1965년 11월 30일~)는 오스트레일리아의 배우이다.

## 작품 목록

### 영화
- 에메랄드 폴스 (2008년)
- 패스트 레인 (2007년)
- 화끈거리는 (2006년)
- 베터 댄 섹스 (2000년) - 샘 역
- 천국의 장원 (1990년)